# Ondřej Beránek (producent)
Ondřej Beránek (* 23. února 1979 Havlíčkův Brod) je český filmový producent, absolvent katedry produkce na Filmové a televizní fakultě Akademie múzických umění v Praze a spoluzakladatel oceňovaného Muzea Karla Zemana v Praze.

## Osobní život
Narodil se a vyrůstal v Havlíčkově Brodě, kde vystudoval osmileté gymnázium Karla Havlíčka Borovského. V roce 1998 přesídlil do Prahy, kde studoval Právnickou fakultu Univerzity Karlovy, kterou v roce 1999 opustil a začal studovat produkci na FAMU, kde v roce 2006 absolvoval jako Magistr umění. Od roku 2006 je ženatý, jeho žena Radka Beránková je grafička. Mají spolu dva syny Šimona (* 2006) a Matouše (* 2009). Žijí v Praze.

## Profesní kariéra

### Filmová produkce
Již za studií založil v roce 2003 spolu s Martinem Hůlovcem a Jakubem Drocárem filmovou produkci Punk Film, jejímž dílem je pohádka Čertí brko, dále sedm filmových dokumentů, několik středometrážních snímků, animovaný film a koprodukce zahraničních filmů. Mimo to se tato společnost věnuje tvorbě reklamních spotů a hudebních videoklipů, například pro známou českou punkovou skupinu Visací zámek či pro hudební duo Hapka&Horáček. Klip Visacího zámku – Známka punku byl v roce 2007 oceněn cenou Anděl pro nejlepší videoklip roku.
Podílel se na vydání DVD Edice Járy Cimrmana, společně s agenturou Aura-Pont prodali 1 a půl miliónů kusů DVD a v roce 2012 vydal sedm nejslavnějších filmů Karla Zemana na DVD (350.000 kusů).

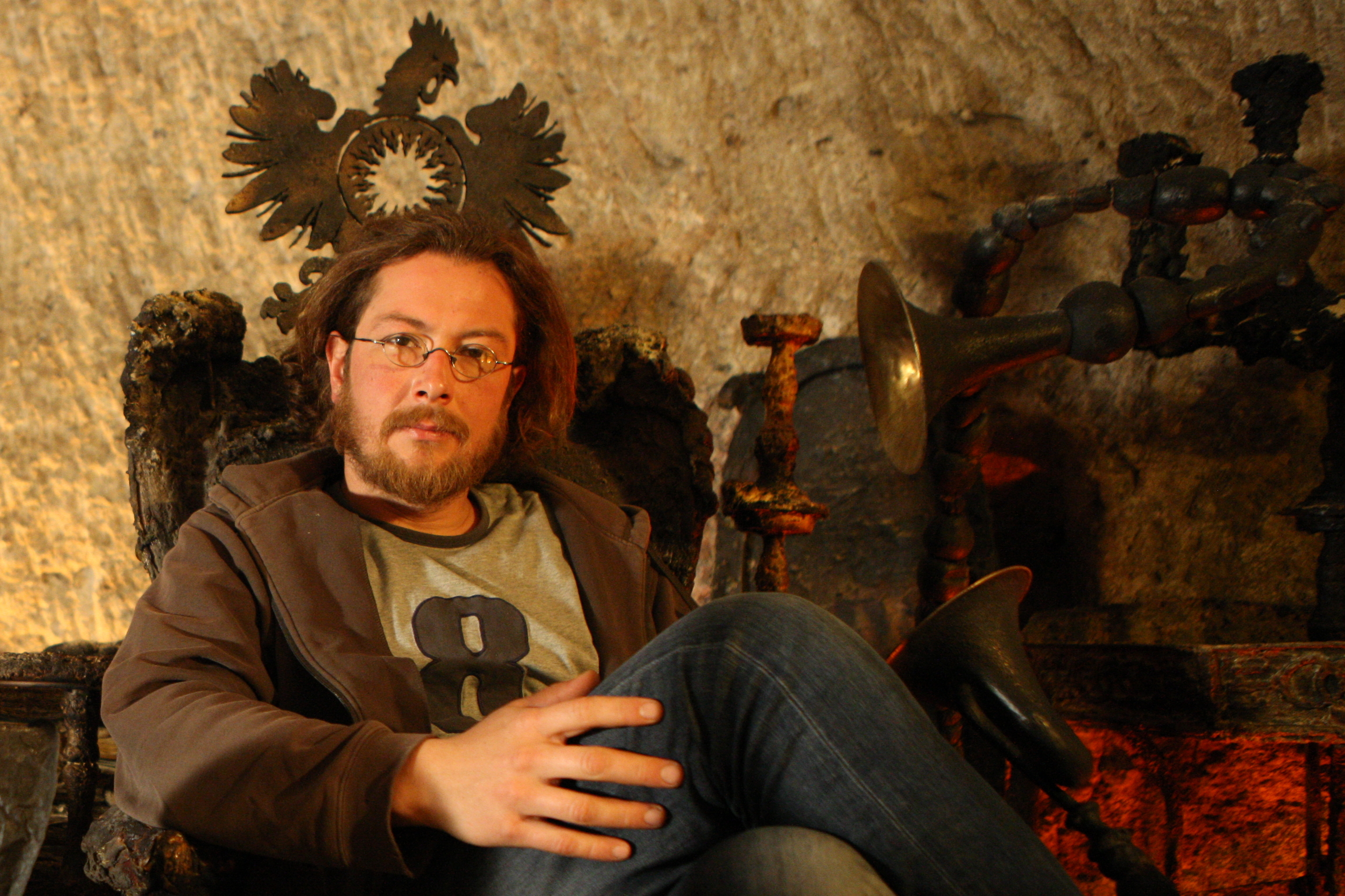
Ondřej Beránek při natáčení pohádky Čertí brko

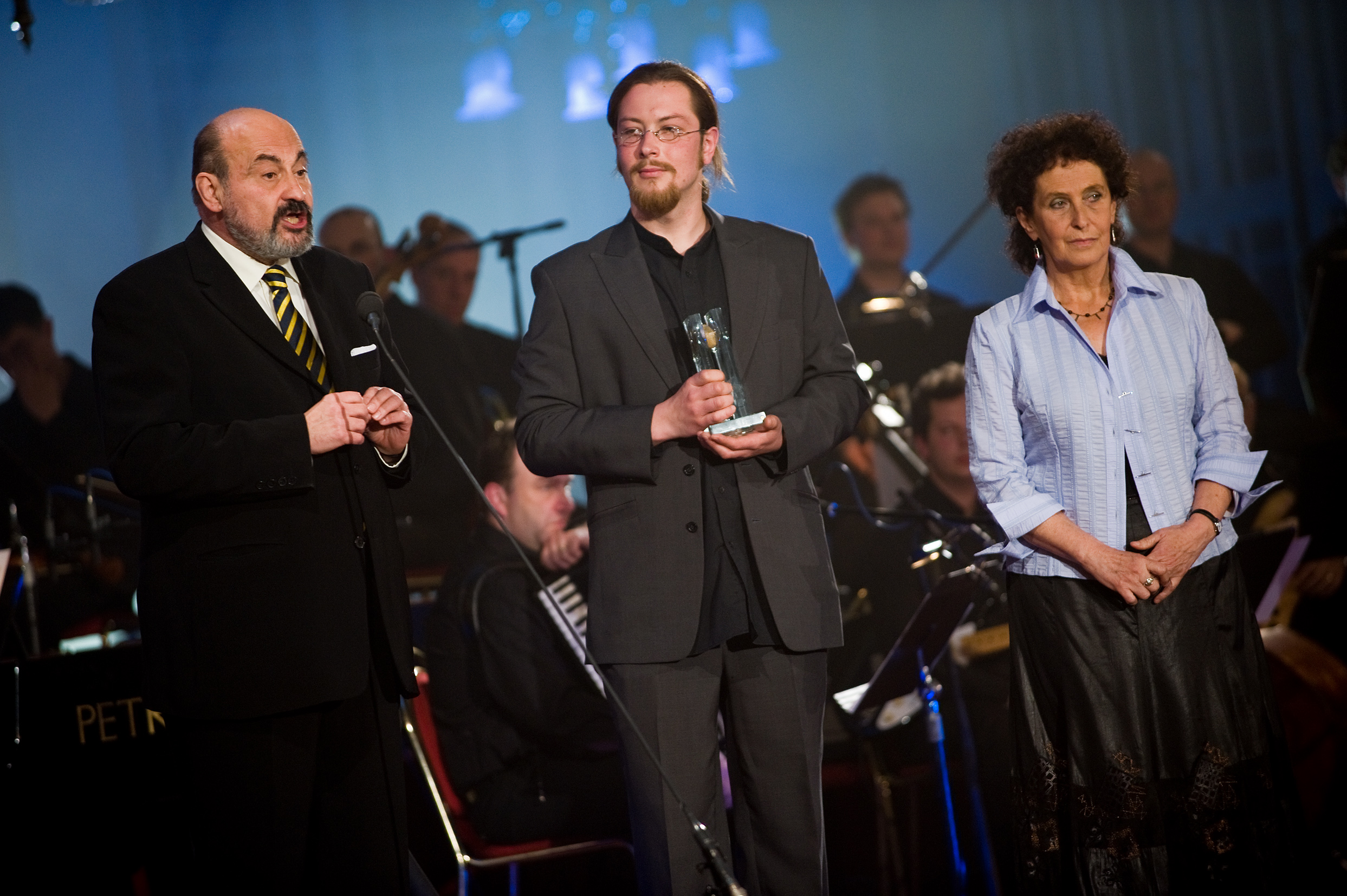
Ondřej Beránek předává s Tomášem Halíkem Cenu Paměti národa 2010 Věře Roubalové Kostlánové

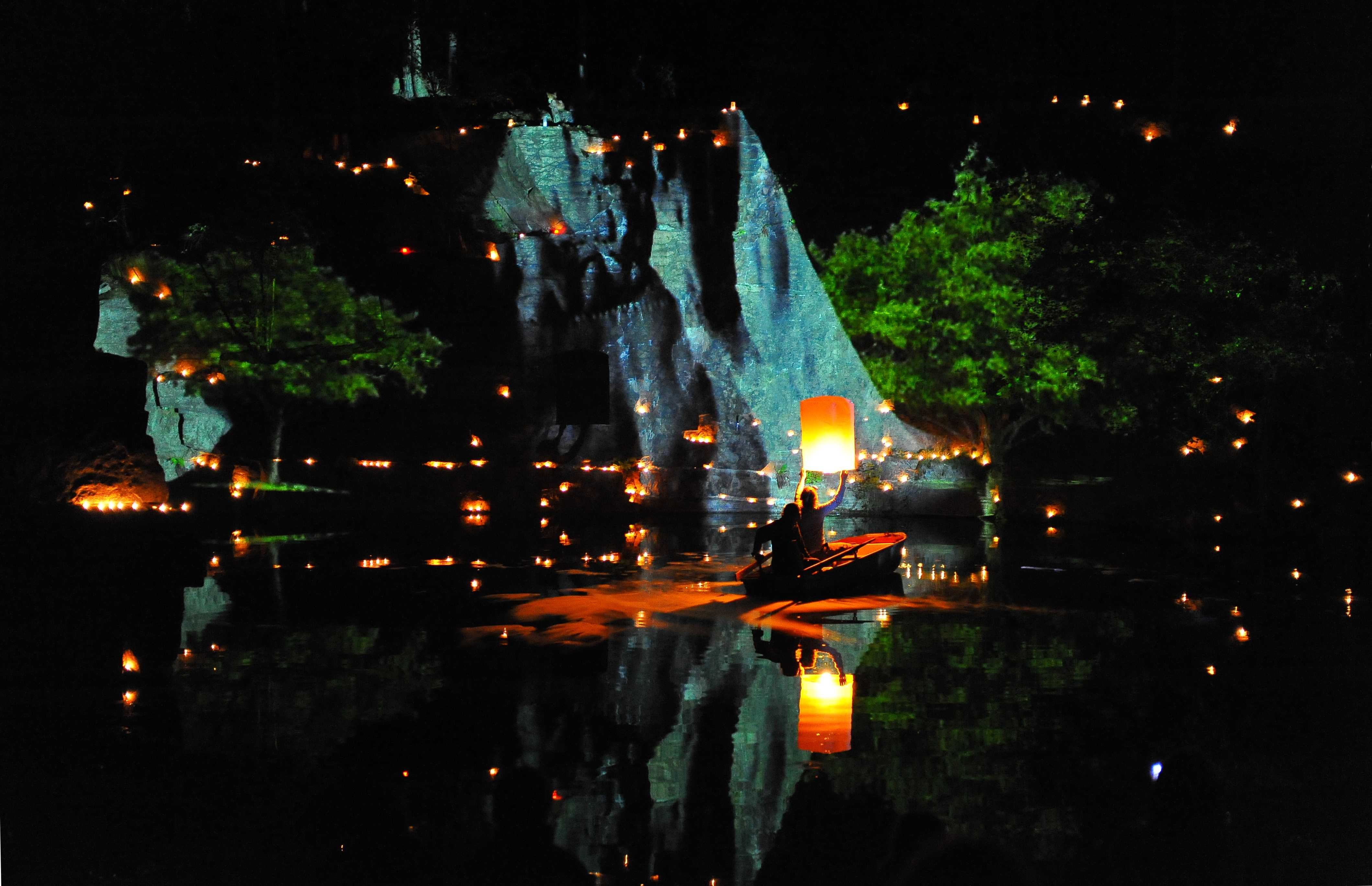
Koncert Clarinet Factory - Nečín 2011

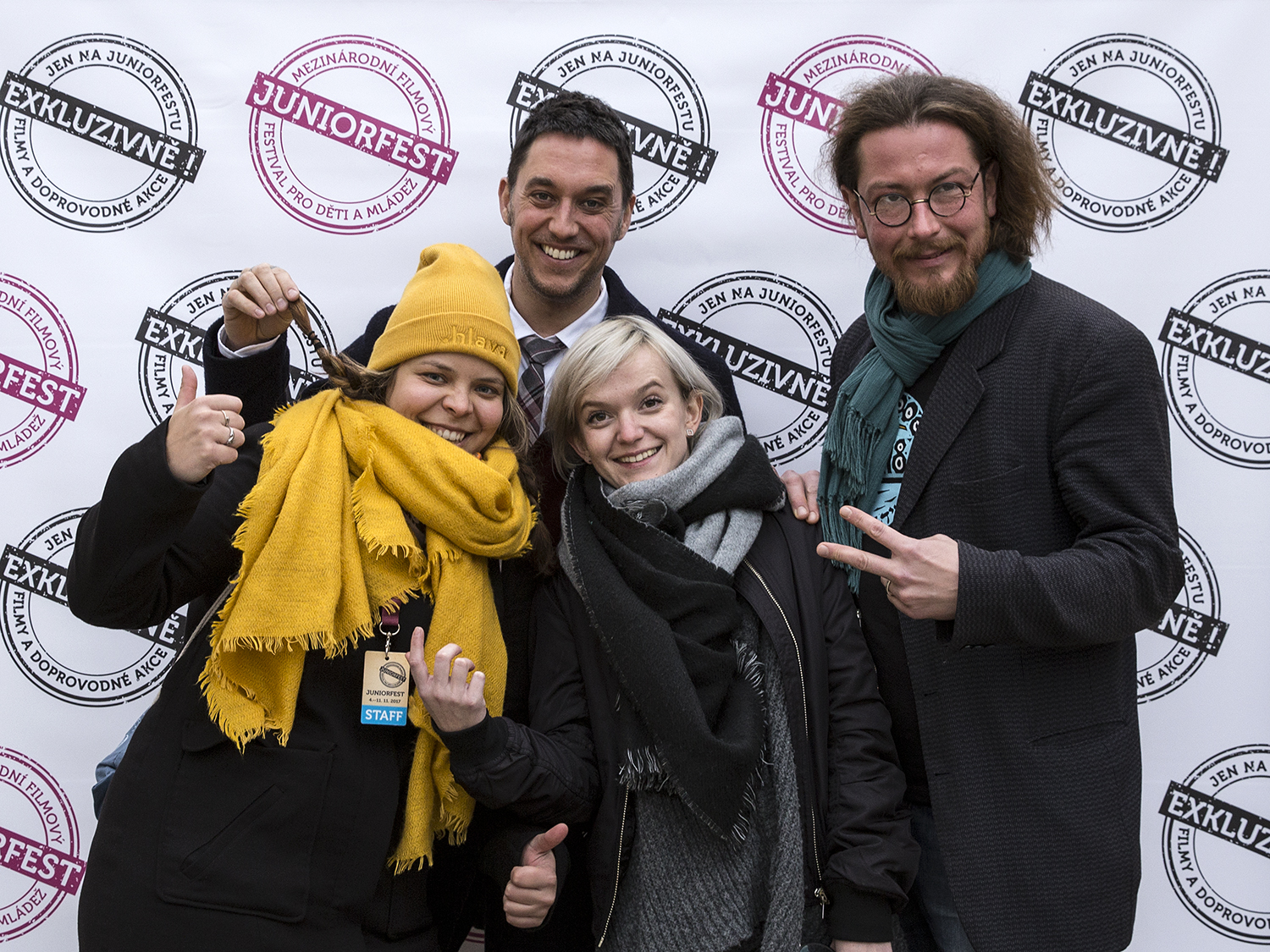
Ondřej Beránek jako člen poroty festivalu Juniorfest 2017

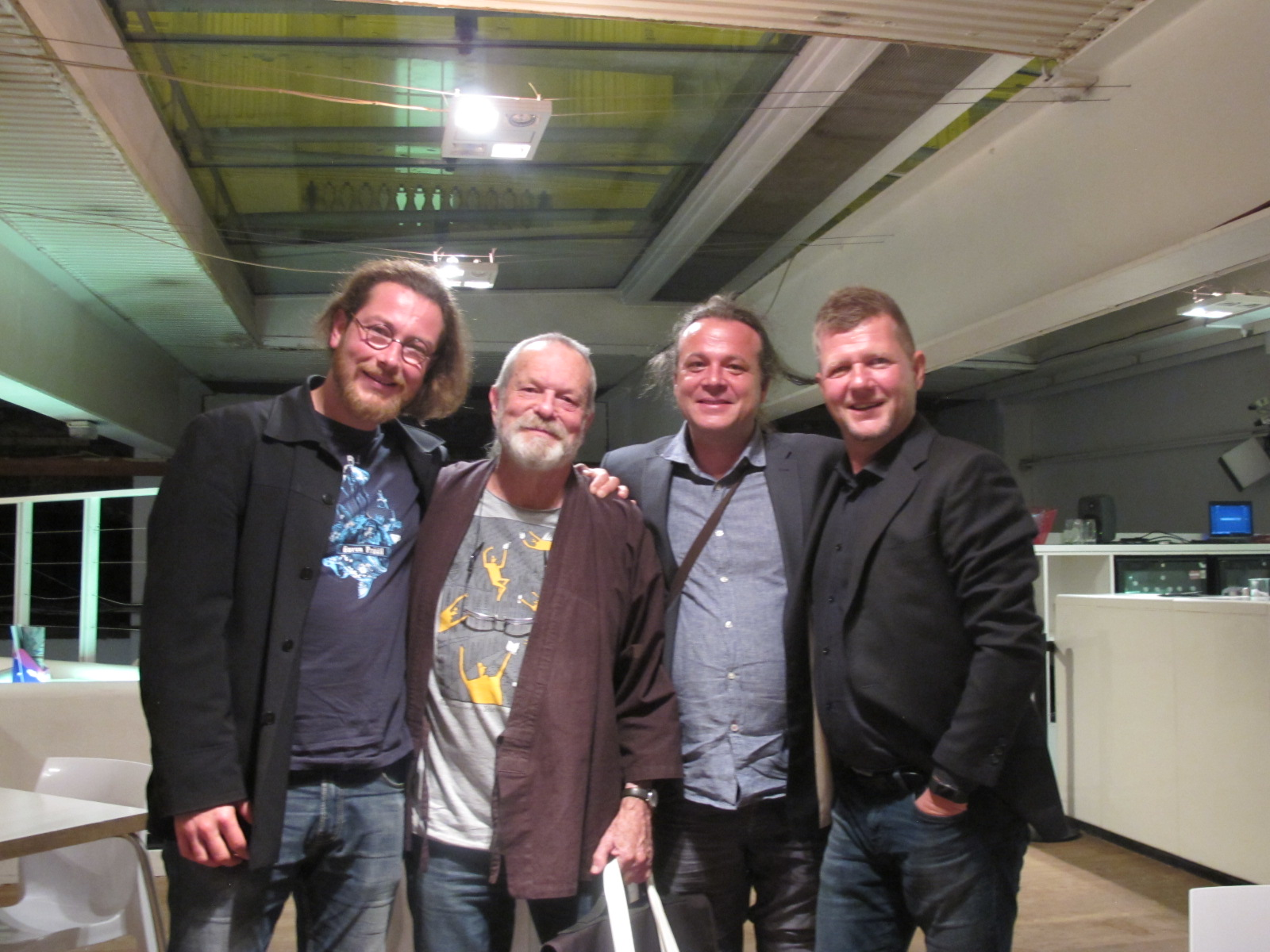
Ondřej Beránek s Terry Gilliamem, Jakubem Fabelem a Marcelem Kralem v ICA, Londýn 2017

### Muzeum Karla Zemana
V roce 2012 se stal spoluautorem interaktivní expozice Muzea Karla Zemana. V rámci muzea je také producentem projektu Čistíme svět fantazie, který se zabývá restaurováním filmů Karla Zemana a který probíhá od roku 2015 ve spolupráci s Nadací české bijáky, Českou televizí a společnosti Universal Production Partners (UPP). Projekt byl nominován na cenu Českého lva 2015 v kategorii Mimořádný počin v oblasti audiovize. Při natáčení dokumentu Filmový dobrodruh Karel Zeman se setkal s britským režisérem a členem slavných Monty Python Terry Gilliamem, který se následně stal kmotrem restaurované verze filmu Karla Zemana Baron Prášil při uvedení do kin.

### Ceny Paměti národa
Je spoluzakladatelem Ceny Paměti národa. Spolu se sdružením Post Bellum pořádal v rámci společenského projektu Paměť národa oslavy svobody 8. května 2010, v přímém přenosu na ČT1, spojené s udělením prvních Cen Paměti národa.

### Hudební produkce
Roku 2004 se přidal k projektu Jakuba Fabela a společně pořádají koncerty kvarteta Clarinet Factory v zatopeném lomu v Nečíně. Záznam koncertu v roce 2015 natočila Česká televize.

## Filmografie
| Rok  | Film                               | Poznámky |
| ---- | ---------------------------------- | --- |
| 2018 | Čertí brko                         | celovečerní filmová pohádka, režie Marek Najbrt; ČR, SR koprodukce |
| 2017 | Jab Harry Met Sejal                | celovečerní bollywoodský velkofilm, režie Imtiaz Ali, hlavní role Shah Rukh Khan |
| 2017 | Mendel otec genetiky               | dokumentární film, režie O. M. Schmidt, distribuce ve Španělsku |
| 2016 | Girl Power                         | celovečerní dokumentární film, režie Jan Zajíček a SANY |
| 2015 | Filmový dobrodruh Karel Zeman      | celovečerní dokumentární film, režie Tomáš Hodan, nominace Český lev 2015, MFF Karlovy Vary, WFF Montreal a 12 dalších festivalů |
| 2013 | Ishkq in Paris                     | celovečerní film, režie Prem Raj, také známý jako Prem Soni, produkční servis |
| 2012 | Cyril a Metoděj                    | celovečerní dokumentární film o slovanských apoštolech, režie O. M. Schmidt, (DVD 2013) |
| 2010 | Blázen z La Verny                  | celovečerní dokumentární film o sv. Františkovi, režie O. M. Schmidt |
| 2011 | Rockstar                           | celovečerní bollywoodský velkofilm, režie Imtiaz Ali, koprodukce a výkonná produkce |
| 2010 | Festivalová znělka Jeden svět 2010 | znělka pro mezinárodní festival dokumentárních filmů Jeden svět |
| 2009 | Krajina Osudu                      | celovečerní dokumentární film, režie P. Kolaja, kinodistribuce AČFK, (DVD 2012), Finále Plzeň – nejlepší český dokument roku 2010 2. cena FF Artcam Třeboň |
| 2008 | Dej mi duši a ostatní si ponech    | celovečerní dokumentární film o Salesiánech, režie O. M. Schmidt, Festival AFO Olomouc |
| 2008 | Cargo, Who dares wins              | krátké filmy oceněny na MFF v Benátkách, koprodukce, výkonná produkce |
| 2008 | Lednice                            | krátký animovaný film, režie Lucie Štamfestová, hlavní cena za animaci na festivalech Cineposible, Cáceres Španělsko; Lucania v jihoitalském Pisticci; Norsko; Itálie; Slovensko a Bosna a Hercegovina |
| 2008 | Ján Mančuška                       | umělecké filmy pro výtvarné výstavy, New York, výkonná produkce |
| 2007 | Strážce plamene v obrazech         | film na hudbu dua Hapka a Horáček, Cena Anděl za nejlepší hudební DVD 2008 |
| 2007 | Miranda                            | venezuelský historický seriál, režie Luis A. Lamata, produkční servis |
| 2007 | To nevymyslíš                      | dva díly TV seriálu, režie Marek Dobeš, Jan Sládek, výkonný producent |
| 2007 | Známka punku                       | klip Visací Zámek, Cena Anděl 2007 za nejlepší videoklip |
| 2006 | Půl čtvrté                         | celovečerní dokument o lidech na Ukrajině, režie T. Hodan, kinodistribuce: ARTCAM distribution Rozstaje Europy Lublin Poland 2008; AFI International Film Festival Dallas 2007; Zagreb Dox 2007; Krakow Film Festival 2007; Finále Plzeň 2007; Jeden svět 2008; European Film documentary and anthropological film festival – dialektus, Budapest 2008 |
| 2005 | MP3: Mera Pehla Pehla Pyar         | indický celovečerní film, režie Robby Grewal, produkční servis |
| 2005 | Roswell Enterprises                | norský film, koprodukce, Berlinale 2006 |